# Švýcarské spolkové dráhy
Švýcarské spolkové dráhy, německy Schweizerische Bundesbahnen (zkratka SBB), francouzsky Chemins de fer fédéraux suisses (CFF), italsky Ferrovie federali svizzere (FFS), rétorománsky Viafiers federalas svizras (VFS), anglicky Swiss federal railways (SFR) jsou státní železniční společnost ve Švýcarsku, národní dopravce, se sídlem v Bernu.

## Forma společnosti
K 1. lednu 1999 byla společnost SBB vyčleněna ze spolkové správy a přeměněna na akciovou společnost podle zvláštního zákona, jejíž akcie jsou plně ve vlastnictví Švýcarské konfederace. Akciová společnost je řízena podle podnikatelských zásad. Spolková rada stanovuje strategické cíle vždy na čtyři roky. Kromě toho jsou ve smlouvě o poskytování služeb stanoveny náhrady a půjčky od konfederace za infrastrukturu a služby, které mají být poskytovány na oplátku. Regionální osobní doprava a kombinovaná doprava jsou odměňovány samostatně podle stejných pravidel jako u ostatních podniků. Dálková osobní doprava a ostatní nákladní doprava musí pokrýt alespoň své náklady.
V červnu 2022 se SBB umístily na 32. místě v žebříčku největších společností ve Švýcarsku.

### Struktura
Představenstvu zvolenému Spolkovou radou předsedá od roku 2016 Monika Ribar. Interní audit skupiny podléhá přímo předsedovi představenstva a vedení skupiny podléhá přímo představenstvu.
Skupina se skládá ze čtyř divizí: Markt Personenverkehr (trh osobní dopravy), Produktion Personenverkehr (osobní doprava – produkce), Infrastruktur (infrastruktura) a Immobilien (nemovitosti) a segmentu Güterverkehr (nákladní doprava; s dceřinými společnostmi SBB Cargo AG a SBB Cargo International AG). Divize jsou odpovědné za řízení svých tržních oblastí. Jednotlivé divize skupiny jsou odpovědné za funkce napříč divizemi, které odborně řídí (finance včetně řízení dodavatelského řetězce, IT, podnikový rozvoj, právo a dodržování předpisů, lidské zdroje, komunikace, bezpečnost a kvalita, jakož i veřejné záležitosti a předpisy).
Vincent Ducrot stojí v čele výkonné rady skupiny jako její předseda. Ve funkci vystřídal Andrease Meyera, který společnost vedl v letech 2007 až 2020. Výkonný ředitel je zodpovědný za celkový úspěch společnosti. Rozhodnutí výkonné rady jsou přijímána většinou hlasů. Představenstvo skupiny řídí činnost SBB, pokud není vyhrazena představenstvu nebo delegována na divize a obchodní jednotky.

## SBB v datech
| Ukazatel                                                | 2000   | 2008   | 2009   | 2010   | 2011   | 2012   | 2013   | 2014   | 2015   | 2016   | 2017   | 2018   | 2019   | 2020   | 2021   | 2022   | 2023   |
| ------------------------------------------------------- | ------ | ------ | ------ | ------ | ------ | ------ | ------ | ------ | ------ | ------ | ------ | ------ | ------ | ------ | ------ | ------ | ------ |
| Počet cestujících (mil.)                                | 222    | 323    | 328    | 347    | 357    | 354    | 366    | 430    | 442    | 458    | 452    | 456    | 483    | 309    | 323    | 422    | 481    |
| Osobokilometry (mil.)                                   | 10 877 | 16 144 | 16 677 | 17 513 | 17 749 | 17 545 | 17 773 | 18 231 | 18 560 | 18 960 | 18 501 | 18 608 | 19 689 | 11 705 | 12 505 | 17 296 | 19 993 |
| Počet jízdenek Generalabonnement (tis.)                 | 226    | 374    | 400    | 429    | 431    | 442    | 442    | 453    | 460    | 472    | 480    | 490    | 500    | 439    | 406    | 431    | 447    |
| Počet jízdenek Halbtaxabonnement (tis.)                 | 1884   | 2206   | 2275   | 2357   | 2345   | 2381   | 2335   | 2344   | 2332   | 2395   | 2531   | 2598   | 2722   | 2721   | 2829   | 2969   | 3147   |
| Čisté tunokilometry (mil.)                              | 10 786 | 12 531 | 11 674 | 13 111 | 12 346 | 12 132 | 12 317 | 14 478 | 15 065 | 16 559 | 16 699 | 16 974 | 16 377 | 15 978 | 17 174 | 16 509 | 16 305 |
| Trasové kilometry (normální rozchod; mil.)              | 131    | 159    | 162    | 164    | 166    | 167    | 171    | 173    | 175    | 178    | 177    | 177    | 180    | 176    | 184    | 189    | 189    |
| Počet zaměstnanců (ekvivalent plného pracovního úvazku) | 28 272 | 27 822 | 27 978 | 28 143 | 28 586 | 29 396 | 31 158 | 32 857 | 33 081 | 33 119 | 32 754 | 32 309 | 32 535 | 33 498 | 33 943 | 34 227 | 34 987 |

Železniční síť Švýcarska

- Délka sítě SBB (normální rozchod): 3265 km (2022[12])
- Délka sítě Zentralbahn (metrový rozchod): 102,8 km (2021[12])
- Počet stanice a zastávek: 806 (z toho 428 s bezbariérovým přístupem) (2024[13])
- Největší stanice podle počtu cestujících za den: Zürich HB 367 000, Bern 276 000, Ženeva 156 000, Lucern 132 000, Basel SBB 124 000, Winterthur 121 000, Lausanne 117 000, Zürich Oerlikon 104 000, Zürich Stadelhofen 81 000, Aarau 69 000, St. Gallen 69 000 (2022)[14]
- Stanice s nákladní dopravou: 242 (2010)
- Počet vleček: cca 1300[15]
- Parkoviště P+R: 28 999 (2019[16])
- Parkovací místa pro jednostopá vozidla spravovaná SBB: 95 546 (2019[16])
- Přesnost jízdy v osobní dopravě: 93,2 % (Příjezd cestujících do místa určení, měřeno od místa odjezdu včetně případných přestupů, se zpožděním menším než tři minuty nebo včas) (2024[17]) (2007: 95,9 %, 2006: 96,2 %, 2005: 95,7 %, 2004: 95,5 %, 2003: 95,2 %)[18]
- Dosažené přestupy: 98,7 % (2024[17])
- Dotace na provoz, údržbu majetku a stavební investice (2007–2010): 5,88 miliardy franků (CHF)

Síť SBB je kompletně elektrifikovaná. Dráha Brünigbahn byla do roku 2005 jedinou úzkorozchodnou tratí SBB. Tato trať byla po spojení se společností Luzern-Stans-Engelberg-Bahn zahrnuta do nové společnosti Zentralbahn.

## Historie

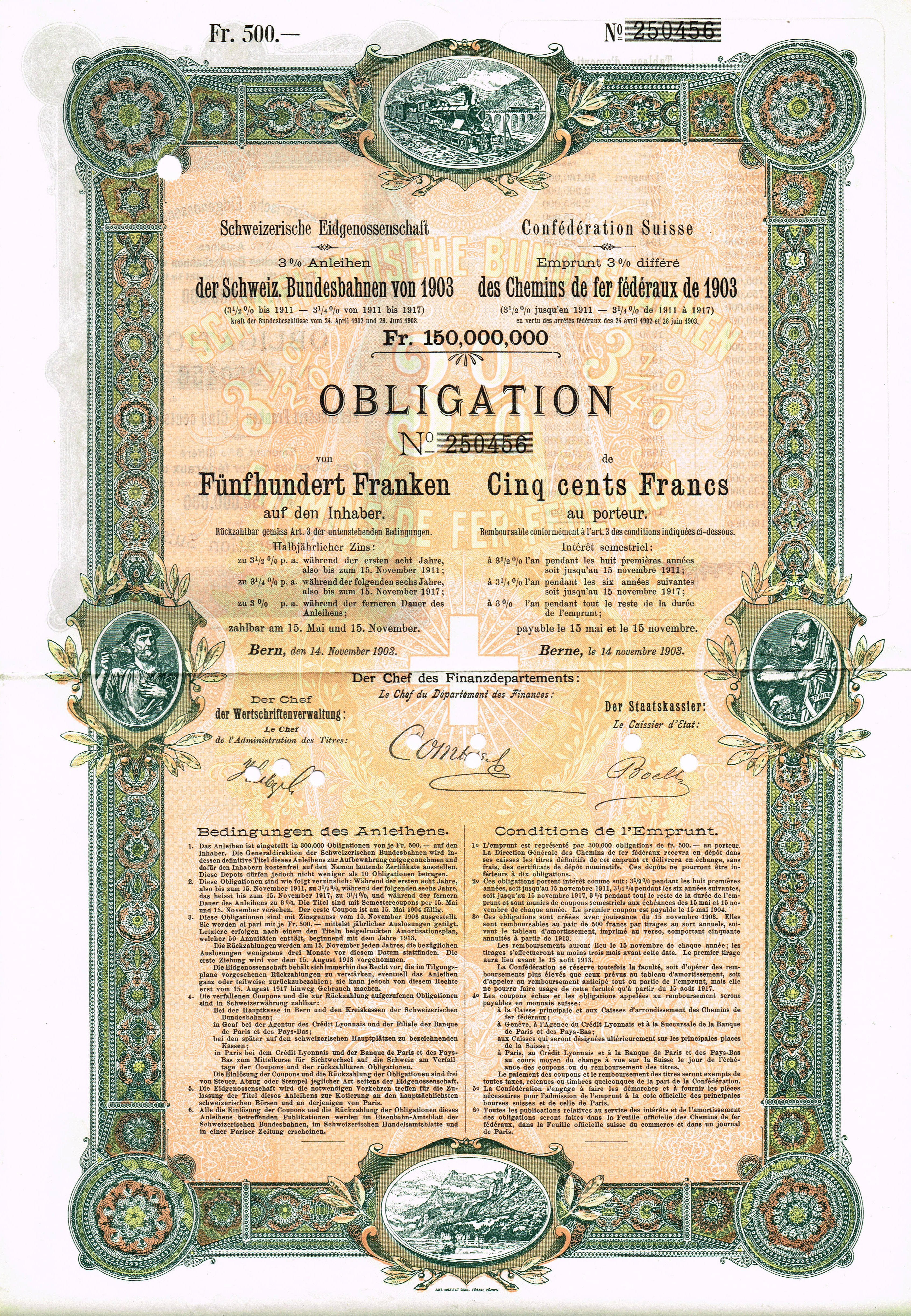
Dluhopis SBB z roku 1903

V 19. století byly ve Švýcarsku všechny železnice stále ve vlastnictví soukromých společností. Ekonomické a regionální politické zájmy těchto společností vedly k finančně katastrofální výstavbě prakticky paralelních železničních tratí, což přivedlo státní železnice, koncipované jako protiváha velkých společností, k bankrotu. Bezpodmínečná honba za ziskem monopolně organizovaných společností (regionálních monopolů) vedla k ostré kritice veřejnosti. V referendu z 20. února 1898 panovník schválil znárodnění pěti velkých společností. První správní rada se skládala z 54 členů a první ustavující schůze se konala 24. října 1900. SBB se staly plnohodnotnou organizací 1. ledna 1902, kdy vyjel první vlak skutečně provozovaný generálním ředitelstvím SBB. Tento den je proto považován za oficiální „datum narození“ SBB. Do té doby byl provoz řízen z pověření spolkové vlády, ale stále v rámci organizace soukromých drah. V letech 1901 až 1909 bylo pět největších soukromých železnic postupně znárodněno a převedeno pod SBB. Nakonec byly do SBB začleněny tyto soukromé železnice:
- Schweizerische Centralbahn (SCB)
- Schweizerische Nordostbahn (NOB) vč. lodní flotily na Bodamském jezeře
- Vereinigte Schweizerbahnen (VSB) včetně Toggenburgerbahn
- Jura-Simplon-Bahn (JS) vč. Brünigbahn (od 1903)
- Gotthardbahn-Gesellschaft (GB) (od 1909)
- Jura neuchâtelois (JN) (od 1913)
- Tösstalbahn (TTB) vč. Wald-Rüti-Bahn (WR) (od 1918)
- Seetalbahn (STB) (od 1922)
- Uerikon-Bauma-Bahn (UeBB) (od 1948)
- Chemin de fer Vevey–Chexbres (VCh) (od 2013)

SBB byla rozdělena do pěti obvodů, které byly označeny římskými číslicemi. Každý obvod měl své vlastní obvodní ředitelství. Obvod I vznikl z JS a sídlil v Lausanne, obvod II sídlil v Basileji a pokrýval síť bývalé SCB, obvod III pokrýval tratě bývalé NOB a sídlil v Curychu, obvod IV se sídlem v St. Gallenu pokrýval VSB a obvod V se sídlem v Lucernu pokrýval Gotthardskou dráhu. V roce 1923 byly obvody Basilej a St. Gallen zrušeny a obvod V se sídlem v Lucernu se stal obvodem II. Při změně jízdního řádu 3. června 1956 přešly SBB spolu s ostatními evropskými železnicemi na systém dvou vozových tříd, třetí vozová třída se stala druhou a druhá a první byly sloučeny v novou první třídu.
Od roku 1970 se výkony osobní dopravy prudce zvýšily a z hlediska tržeb předstihly nákladní dopravu, čímž se SBB změnily z nákladního dopravního podniku na osobní dopravní podnik. V roce 1974 došlo ke zvýšení jízdného, přičemž příplatek za místní dopravu činil 18 %. Schodek v roce 1974 činil přibližně 234 milionů a v roce 1975 přibližně 650 milionů, přičemž skutečný provozní výsledek byl v roce 1975 rovněž záporný.
Pravidelný taktový jízdní řád byl zaveden v roce 1982. Rostoucí poptávka po osobní dopravě byla od 90. let 20. století uspokojována cíleným rozšiřováním, které bylo podpořeno veřejnou diskusí o odumírání lesů. To vedlo k přijetí koncepce Rail 2000 v roce 1987 a umožnilo výstavbu curyšské S-Bahn, která byla uvedena do provozu v roce 1990. Počínaje stanicí Bern byly od roku 1995 privatizovány toalety na některých stanicích. Na začátku roku 1997 představenstvo SBB rozhodlo o rozdělení společnosti na dopravní a infrastrukturní divizi, z nichž každá měla vlastní rozvahu a výkaz zisku a ztráty. Součástí tohoto rozdělení, které bylo postupně realizováno k 1. lednu 1998, byl i neomezený přístup třetích stran k síti, který požadovalo Evropské společenství. Do roku 1999 byly SBB samostatnou veřejnoprávní společností Švýcarské konfederace, takzvanou „Regiebetrieb“. Poté byla reorganizována na akciovou společnost podle zvláštního zákona, jejíž akcie zcela vlastní Švýcarská konfederace. Při této reorganizaci byly zrušeny obvody s jejich obvodními správami. V roce 2000 se společnost zúčastnila dvou výběrových řízení v oblasti Londýna.
K největší změně jízdního řádu od zavedení pravidelného taktového jízdního řádu v roce 1982 došlo 12. prosince 2004. V rámci realizace projektu Rail 2000 došlo ke změně jízdního řádu u 90 % všech vlaků a současně bylo nasazeno o 12 % více vlaků. Ústředním bodem projektu Rail 2000 bylo zkrácení jízdních dob v železničním trojúhelníku Basilej – Curych – Bern na méně než jednu hodinu. Od prosince 2004 tak vznikly ideální podmínky pro přípoje a rychlé přestupy na železničních uzlech, což výrazně zkrátilo celkovou dobu jízdy. Umožnila to především nová trať Mattstetten–Rothrist (mezi Bernem a Oltenem), na které bylo do léta 2007 možné jezdit rychlostí 160 km/h a od té doby 200 km/h. Mnoho švýcarských železničních stanic bylo přestavěno, aby mohla proběhnout plánovaná změna jízdního řádu 12. prosince 2004. Byly upraveny různé tratě, například trať ze Ziegelbrücke do Sargans, a na nádraží v Bernu byla vybudována tzv. „Bernská vlna“, nástupiště nad kolejemi, které slouží jako západní přístupový bod.
Výpadek proudu v celé síti SBB dne 22. června 2005 zastavil v podvečer na více než tři hodiny provoz SBB a mnoha dalších železničních spojů. Odhaduje se, že toto přerušení provozu se přímo dotklo 200 000 cestujících a přibližně 2 000 vlaků, což byl největší výpadek v dosavadní historii švýcarských železnic. Následně se zjistilo, že příčinou přerušení provozu bylo přetížení elektrického přenosového vedení Amsteg–Rotkreuz: kvůli stavebním pracím na trati Amsteg–Steinen bylo toto spojení jediné, které zajišťovalo veškerou výměnu energie mezi gotthardským regionem a ostatními částmi země, ale mělo nižší přepravní kapacitu, než bylo uvedeno v systémové dokumentaci. V témže roce SBB také získaly Wakkerovu cenu, ocenění Švýcarské památkové společnosti, které se obvykle uděluje pouze obcím, které věnují mimořádnou pozornost svému městskému prostředí.
Se změnou jízdního řádu 11. prosince 2005 zakázaly švýcarské dráhy kouření ve všech vlacích; nekuřácké zóny byly vyznačeny i na nádražích. Ty však byly omezeny na uzavřené prostory, jako jsou stanice metra a odbavovací haly. Na nástupištích bylo kouření obecně povoleno až do roku 2019. Od té doby je kouření povoleno pouze v určitých vyznačených oblastech.
Se změnami jízdních řádů v prosinci 2015 a 2016 zařadily SBB do jízdního řádu dva nové důležité úseky své sítě linek: v roce 2015 to bylo spojení přes Curych, které výrazně zkrátilo jízdní doby na ose východ-západ mezi Bernem a St. Gallenem. Od té doby vlaky na této trase již nevyužívají velkou nádražní halu (konečnou stanici), ale stanici metra Löwenstrasse. V roce 2016 byl do jízdního řádu začleněn Gotthardský úpatní tunel, který nejenže výrazně zkrátil jízdní dobu vlaků na severojižní ose mezi Oltenem a Bellinzonou, ale také umožnil nákladním vlakům jezdit vyšší rychlostí díky své trase bez stoupání, což v konečném důsledku zvýšilo kapacitu trati. V únoru 2017 SBB oznámily, že zkoumají provoz vlaků, řízených dálkově. Generální ředitel SBB Andreas Meyer chtěl zvýšit kapacitu sítě o 30 % pomocí efektivní železniční techniky. Od roku 2025 se má realizovat kratší interval mezi spoji, větší automatizace, digitální zabezpečovací technika a lepší informovanost zákazníků.
V roce 2020 způsobila pandemie covidu-19 ztrátu ve výši 617 milionů CHF. Kvůli napjaté finanční situaci musely být jednotlivé realitní projekty pozastaveny, dokud nebylo zajištěno jejich financování. Dne 1. září 2021 Spolková rada zvýšila limit pro krátkodobé úvěry pro SBB ze 750 milionů CHF na 950 milionů CHF. Dne 17. prosince 2021 Spolková rada rozhodla o snížení limitu pro krátkodobé úvěry z 950 milionů CHF na 450 milionů CHF a naopak o zvýšení limitu pro dlouhodobé úvěry ze 3 miliard CHF na 3,5 miliardy CHF.

## Vozový park

### Lokomotivy

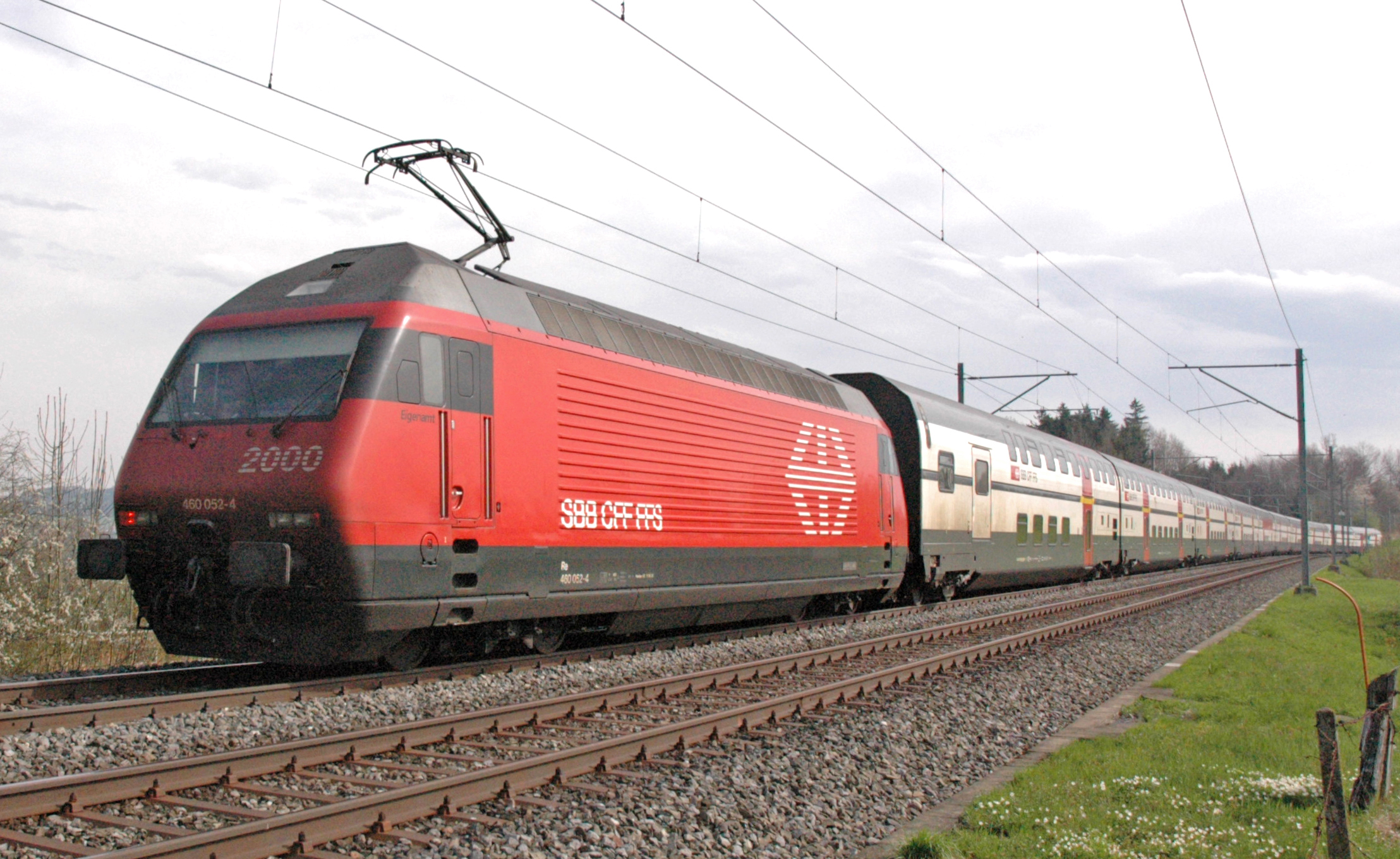
Lokomotiva Re 460, známá také jako Lok 2000

K parním lokomotivám SBB v počátcích patřily řady Ed 2x2/2, E 3/3, A 3/5, B 3/4 a C 5/6.
Pro první zkoušky s elektrickou trakcí (trakční proud; jednofázový střídavý proud) zahájila společnost Maschinenfabrik Oerlikon (MFO) společně s SBB v roce 1903 zkušební provoz v Seebachu-Wettingenu s pozdějšími lokomotivami Ce 4/4 (Eva a Marianne). Teprve nedostatek uhlí po první světové válce umožnil od roku 1919 elektrifikaci železniční sítě a pořízení různých řad elektrických lokomotiv: Byly to lokomotivy řad Ce 6/8II/Ce 6/8III (tzv. Krokodýl; 1920/1926), Be 4/6 (1920), Be 4/7 (1921), Ae 3/5 (1922), Ae 3/6I (1921), Ae 3/6II (1924), Ae 3/6III (1925), Ae 4/7 (1927) a Ae 4/6 (1941). Zlom nastal v roce 1946, kdy byl učiněn krok k moderním podvozkovým lokomotivám bez pojezdových náprav, nejčastěji stavěnému typu lokomotiv ve Švýcarsku: Re 4/4I (1946), Ae 6/6 (1952), Re 4/4II/Re 4/4III (1964/1971), Re 6/6 (1972), Re 450 DPZ (1989) a Re 460/Re 465, tzv. Lok 2000 (1992/1994).
Dokončení dodávky lokomotivy Lok 2000 a následné zrušení Švýcarských lokomotivních a strojírenských závodů (SLM Winterthur) znamenalo konec švýcarské lokomotivní výroby. Rozdělení SBB na osobní a nákladní divizi rovněž znamenalo zahájení samostatného nákupu kolejových vozidel. Vzhledem k tomu, že se SBB v osobní dopravě stále více zaměřuje na více jednotek, nové lokomotivy pořizuje především SBB Cargo: Re 482 Traxx F140 AC (2002), Re 484 Traxx F140 MS (2004) a Re 474 ES64F4 (2004).

### Osobní vozy
Nejstaršími vozy používanými v běžném provozu jsou standardizované vozy I a II pořízené od roku 1956. Modernizační varianty bez zapuštěných dveří byly vyřazeny v roce 2014. Vozy v barevném provedení „NPZ“ (světle šedá/modrá a hladkými, automaticky otevíranými vnějšími křídlovými dveřmi) se po roce 2020 používají pouze v příměstských soupravách, vedených lokomotivami Re 420 a RBDe 562. Klimatizované vozy Swiss Express (standardní vůz III) zakoupené v 70. letech 20. století byly v roce 2007 prodány společnosti BLS AG.
Klimatizované standardní vozy IV pocházejí z 80. let 20. století a jsou používány na dálkových linkách v různých fázích modernizace (nové, bílé barevné schéma; nové vnitřní vybavení; vakuové toalety; modernizace pro rychlost 200 km/h). Spolu s řídicími vozy IC Bt jsou také často používány jako posilové vozy pro kmenové soupravy EW-IV nebo IC2000. SBB disponují také jídelními vozy EW-IV, které se používají na meziměstských linkách a v mezinárodní dopravě.
Pro mezinárodní dopravu (zejména na linkách Curych–Mnichov a Curych–Stuttgart) jsou k dispozici vozy EC Apm/Bpm 61 z let 1989 až 1995. Občas byly některé z těchto vozů používány pro lokomotivou tažené linky Cisalpino-Eurocity. Od roku 2009 byly vozy modernizovány a natřeny ve stejném barevném provedení jako standardní vozy IV a uzpůsobeny pro kyvadlové vlaky. Dnes se používají i na vnitrostátních linkách.
Poslední generací vozů jsou patrové vozy IC-2000, které nelze kvůli přechodům v horním patře kombinovat s jednopodlažními vozy, a proto jezdí v pevných soupravách s lokomotivami Re 460.
V několika málo vlacích, které ještě nejsou příměstskými vlaky, používá SBB nejen standardní vozy IV a EC, ale také některé oddělené typy, konkrétně vozy UIC-Z2, které byly pořízeny v 70. letech jako oddílové vozy pro mezinárodní dopravu a později přestavěny na velkokapacitní vozy. Kromě toho jsou v provozu klimatizované vozy Bpm, původně natřené čistě oranžovo-světle šedou barvou v souladu s livrejí Eurofima C1 a pořízené od roku 1980 pro mezinárodní dopravu, jako vnitrostátní vozy B 20-73 (27 jednotek), a také některé zavazadlové vozy převzaté od SNCF.

### Elektrické vozy a jednotky

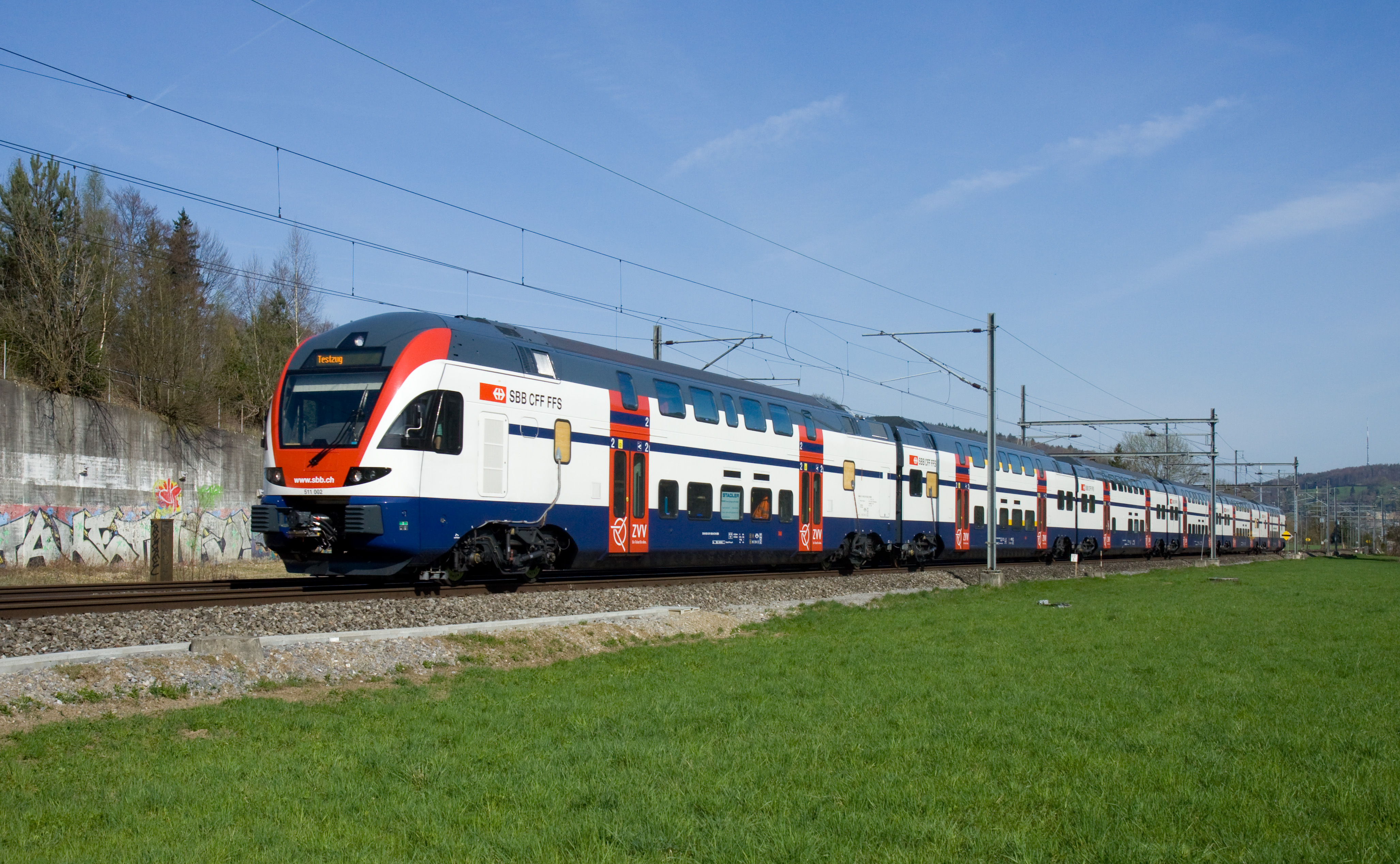
Nejnovější elektrická jednotka RABe 511

První elektrické vozy (vyrobené v roce 1909) pocházely od společnosti Seetalbahn, která byla SBB převzata v roce 1922. Větší řady motorových vozů zůstaly výjimkou až do roku 1950: Be 4/6 (1923), De 4/4 (1927), BDe 4/4 (1952), RBe 4/4 (1959), SBB RBDe 4/4 NPZ (1984) a RABe 520 GTW (2002).
Pro zavedení pravidelného jízdního řádu (téměř každou půlhodinu) na trati Curych – Meilen – Rapperswil byly v roce 1967 zakoupeny první vícedílné jednotky: RABDe 12/12 Mirage (1965) a RABDe 8/16 Chiquita (1976). Od 90. let 20. století se pro osobní dopravu stále více prosazují vícedílné vlaky: RABDe 500 ICN (1999), RABe 523 (a další) FLIRT (2004), RABe 514 DTZ (2006), SBB RABe 511 Regio-Dosto (Dosto z německého Doppelstockwagen, dvoupatrový vůz; 2010), SBB RABe 502 FV-Dosto (2018) a SBB RABe 512 IR-Dosto (2023).
Mezi známé historické vícenásobné jednotky patří dva tzv. červené šípy (RAe 2/4) a tzv. Churchillův dvojitý šíp (RAe 4/8). Dieselové vícepodlažní jednotky RAm TEEI (1957) byly mezinárodně provozovány jako Trans-Europ-Express (TEE), které byly v krátké době nahrazeny čtyřsystémovými vícepodlažními jednotkami RAe TEEII (1961).

## Autobusová doprava
Od počátku 21. století působí SBB také v oblasti veřejné autobusové dopravy. V letech 2006–2017 provozovala společnost SBB Bus Zofingen/Reiden, společná dceřiná společnost SBB a BDWM Transport, regionální autobusovou síť v okolí Zofingenu v kantonu Aargau. Autobusovou linku Herzogenbuchsee–Wynigen provozuje ve spolupráci s Aare Seeland mobil společnost Tellbus Altdorf–Luzern společně s Auto AG Uri a VBL. Z pověření kantonu Glarus provozuje SBB společně s Niederer Bus linku GlarnerBus.

## Galerie

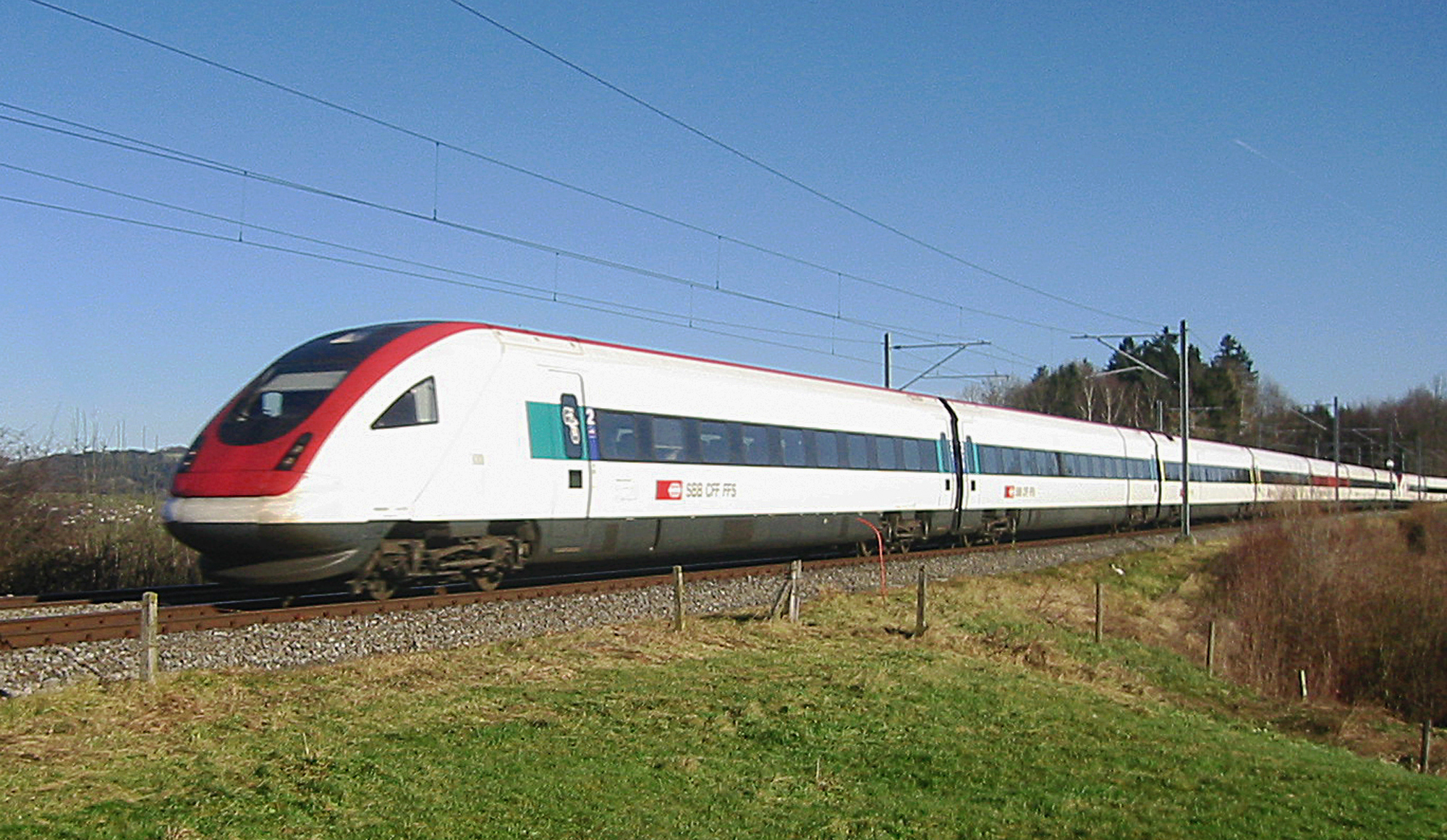
InterCityNeigezug
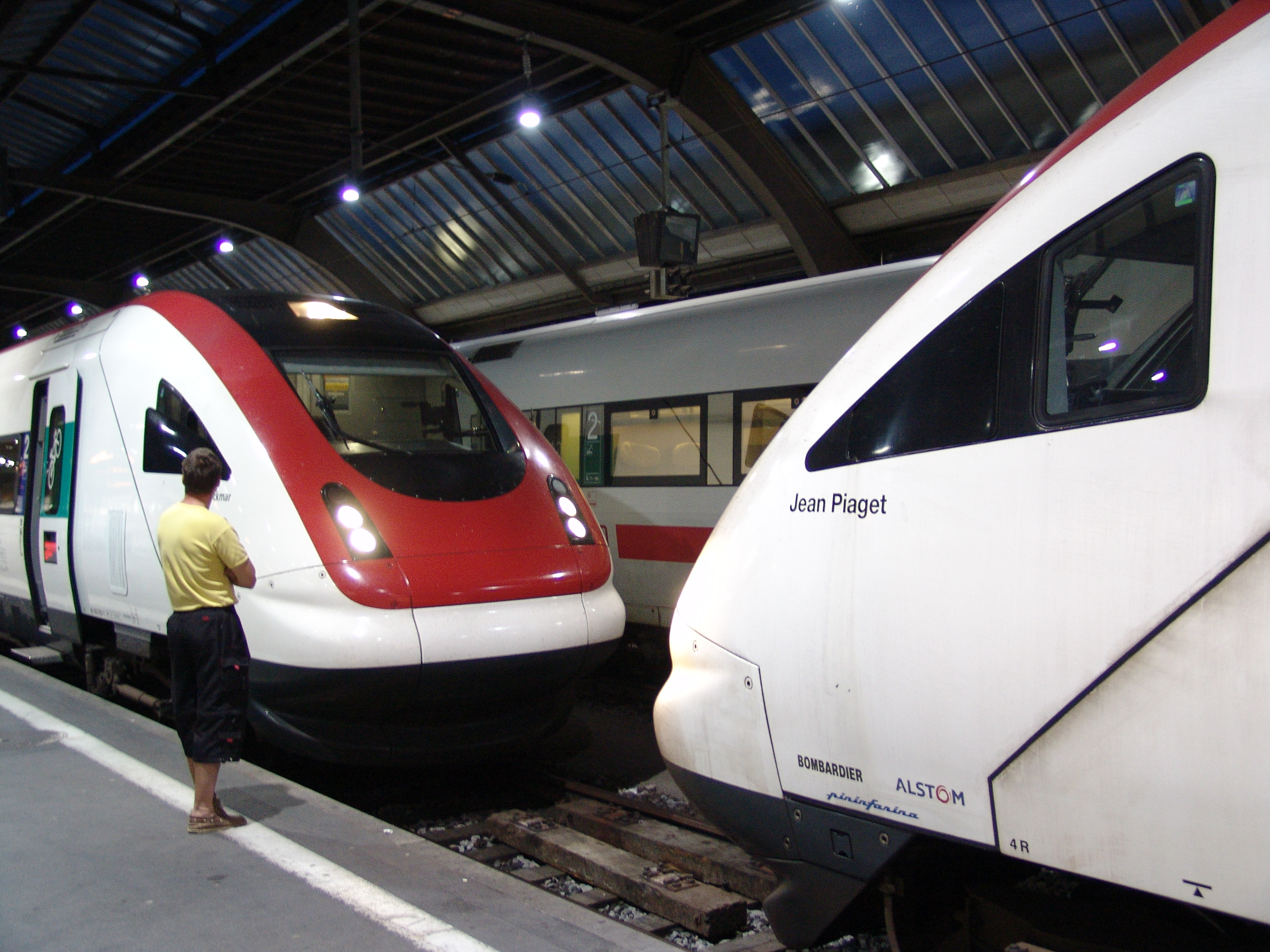
Dvě nespojené soupravy ICN
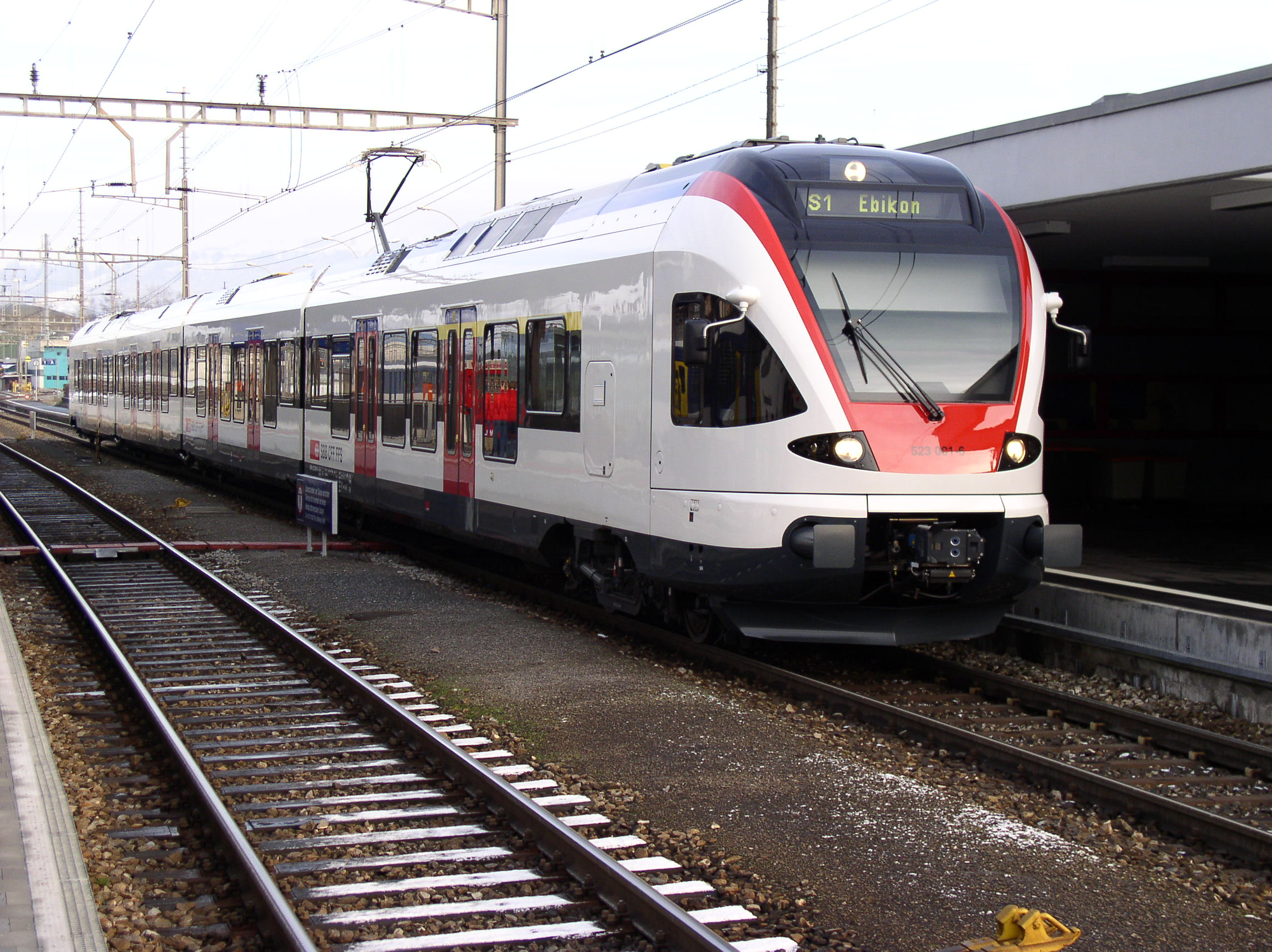
Souprava pro regionální dopravu FLIRT
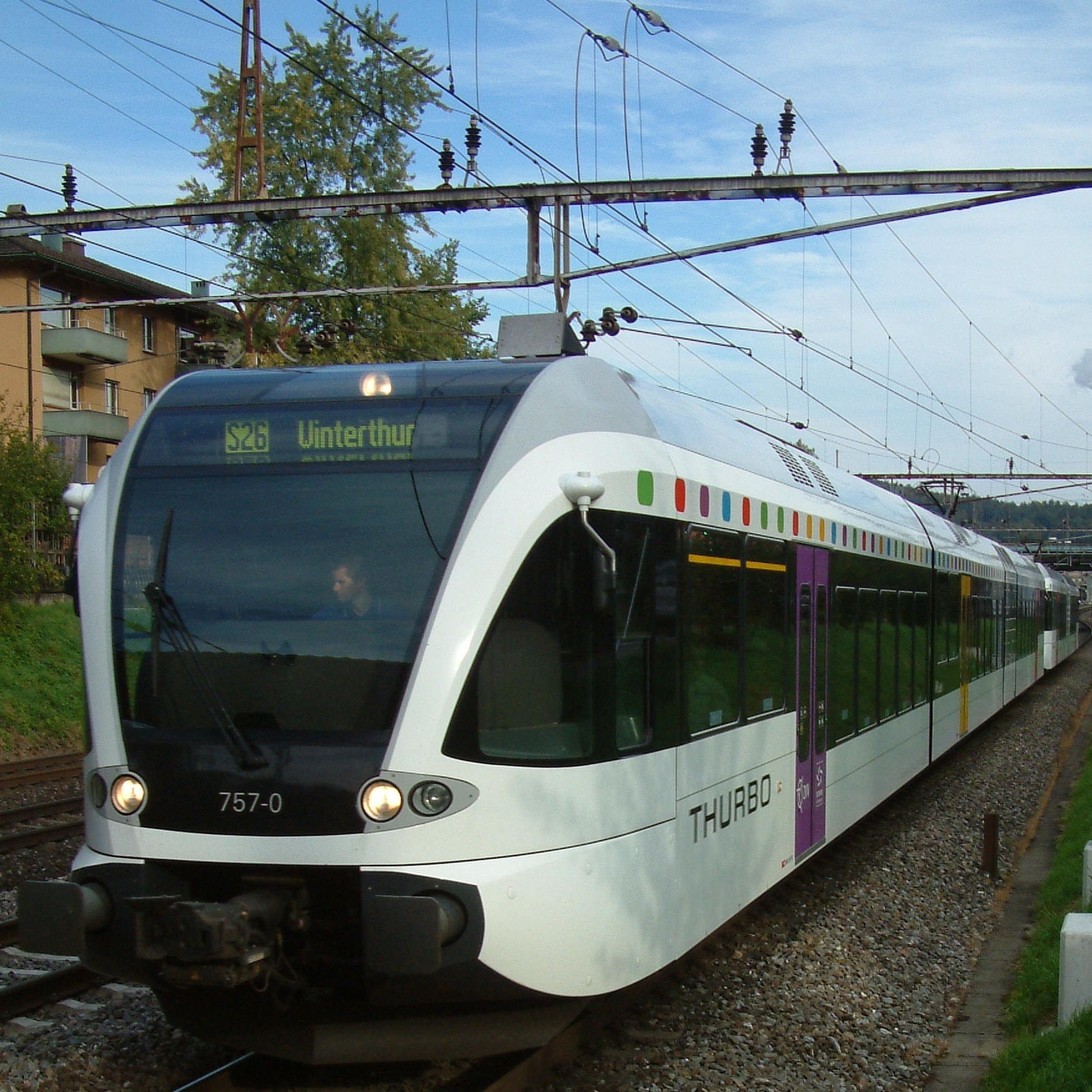
Dvě spojené souprava GTW 2/8 dceřiné společnosti THURBO Winterthur